# Hexatoma chalybeicincta
Hexatoma chalybeicincta är en tvåvingeart som först beskrevs av Alexander 1922.  Hexatoma chalybeicincta ingår i släktet Hexatoma och familjen småharkrankar. Inga underarter finns listade i Catalogue of Life.